# آگاهی‌افزایی
آگاهی‌افزایی (انگلیسی: Consciousness raising) شکلی از کنشگری است که در سال‌های آخر دههٔ ۶۰ میلادی در ایالات متحده آمریکا رواج یافت.
این فعالیت اغلب در قالب تشکیل گروهی از افراد است که تلاش می‌کنند توجه گروه بزرگ‌تری را به مسئله یا وضعیتی جلب کنند.
مسائل عمومی شامل بیماری‌ها (مثلاً سرطان پستان، ایدز) منازعات (مثلاً نسل کشی دارفور، گرمایش جهانی) جنبش‌ها (مثلاً صلح سبز، پتا، ساعت زمین) و احزاب سیاسی یا سیاستمداران است.
از آنجا که آگاهی‌بخشی به مردم درباره یک دغدغه عمومی معمولاً نخستین گام برای تغییر رویکرد نهادها به آن مساله است، بالا بردن آگاهی عمومی اغلب اولین فعالیت هر گروه فعال اجتماعی است.

## آگاهی‌افزایی در فمینیسم
گروه‌های آگاهی‌افزایی یکی از کلیدی‌ترین اشکال کنشگری در موج دوم فمینیسم بود. فلسفه این جلسات برگرفته از ایده «حرف زدن از رنج برای به یاد آوردن رنج» بود. این جلسات نه مبتنی بر متن‌خوانی یا اصول تئوریک فمینیسم که بر اساس تجربیات دسته اول زنان شکل گرفت. قاعده گروه‌های آگاهی‌افزایی زنان بر این است که اعضای گروه در بازه زمانی مشخصی در تعداد محدودی جلسه گرد هم می‌آیند و درباره زندگی شخصی خود و فرایندی که در آن زن شده‌اند گفتگو می‌کنند. این جلسات خود را از هر گونه گروه‌درمانی مجزا می‌کند با این استدلال که تمرکز این جلسات بر فرد و روان فردی نیست بلکه محور اصلی جلسات نظام سیاسی است که شیوه‌های خاصی از زیستن را بر زنان متحمل کرده است. از این رو برخلاف گروه‌درمانی، این جلسات درصدد هماهنگی اعضای شرکت‌کننده با استاندارهای دنیای بیرون نیست، بلکه تلاش می‌کند ساز و کاری ایجاد کند که در آن زنان به این آگاهی برسند که دنیای بیرون بایستی خود را با خواسته‌ها و امیال آن‌ها هماهنگ کند. جلسات برآن است که زنان در فرایند حرف زدن از زندگی شخصی خود و گوش سپردن به زنان دیگر به این درجه از آگاهی برسند که بیشتر مسائلی که در قامت یک زن با آن‌ها دست‌وپنجه نرم می‌کنند تنها مربوط به شخص آن‌ها نیست، و زنان دیگر، چه بسا از خاستگاه‌های اجتماعی دیگر، با همین مشکلات درگیرند.

## تاریخچه
این گروه‌ها توسط زنان رادیکال نیویورک، یکی از اولین گروه‌های رهایی‌بخش زنان در نیویورک سیتی، تشکیل شدند و به سرعت در سراسر ایالات متحد آمریکا رواج یافتند.
در نوامبر ۱۹۶۷ گروهی شامل شولامیث فایراستون، آن کت، کتی ساراچایلد و کارول هنیش دیدارهایشان را در آپارتمان آن کت شروع کردند. دیدارها اغلب شامل قدم زدن در اتاق و گفتگو درباره مسائل زندگی‌های خودشان بود.

## ساختار جلسات
اعضای گروه معمولاً هفته‌ای یکبار گرد هم می‌آیند و درباره سوالی مشخصی از قبیل «تجربه دختربچه بودن،» «تجربه اولین قاعدگی،» «اولین تجربیات جنسی» و «رابطه با شریک زندگی» گفتگو می‌کنند. هر جلسه از اعضا و مدیر جلسه و در مواردی یادداشت‌نویس تشکیل شده. گروه‌های آگاهی بخشی معولا اعضا را ملزم می‌کنند تا در همه جلسات شرکت کنند، چرا که نمی‌خواهند جلسات به دورهمی‌های گاه‌گاهی تبدیل شود و در عوض هدف سیاسی اجتماعی مستقلی داشته باشند. بعد از چند جلسه اولیه، گروه معمولاً عضو جدیدی نمی‌پذیرد تا به اعتماد بین فردی که در جلسات اولیه به وجود آمده با ورود عضو جدید خللی وارد نشود. در هر جلسه پس از بازگو کردن روایات شخصی، نتیجه‌گیری ارائه می‌شود. رازداری یکی از از مهم‌ترین اصول جلسات است و اعضا از هر گونه قضاوت، به سخره گرفتن تجربیات دیگران، نصیحت کردن، در میان حرف هم پریدن به شدت نهی می‌شوند.